# 波田久夫
波田 久夫（はた ひさお、1929年または1930年 - 2015年3月11日）は、日本の俳優。演出家。
波多 久夫や波田 久男（読みは同じ）名義でクレジットされている作品もある。

## 人物
1950年代から1990年代にかけて在阪放送局制作のテレビ時代劇に欠かせない常連の1人として活躍。特に1958年から放送された「部長刑事」に長年出演、針井警部補役を好演して親しまれた。
時代劇では主に悪代官や幕閣の家老を演じる事が多かったが、気のいい職人や父親役など善人を演じることもあった。
関西芸術座、劇団未来に所属し、演出講師として若手育成に晩年まで取り組んでいた。
2015年3月11日に85歳で死去。

## 主な出演作品

### テレビドラマ
- 部長刑事（1958年 - 1990年、ABC） - 針井警部補
- ナショナル日曜観劇会 釜ヶ崎（1961年、TBS） - 労務者
- 素浪人 月影兵庫 第1シリーズ 第12話「赤い渦が捲いていた」（1966年、NET / 東映） - 石崎治太夫
- 銭形平次（CX / 東映）
  - 第6話「八五郎子守唄」（1966年） - 辰造
  - 第40話「節分の女」（1967年） - 榊原良太郎
  - 第696話「初手柄のんびり同心」（1979年） - 与力塚本
- 新吾十番勝負（1966年、TBS / 松竹テレビ室）- 瀬田源八郎
- プロファイター 第6話「夜に舞う女」（1969年、宝塚映画）
- 水戸黄門（TBS / C.A.L）
  - 第1部 第21話「子の刻登城 -高遠-」（1969年） - 相沢幸十郎
  - 第2部
    - 第29話「にせ黄門現わる -福岡-」（1970年） - 柿崎伊三郎
    - 第33話「お犬さま罷り通る -江戸-」（1971年） - 隆光

  - 第4部 第25話「狙われた弥七 -仙台-」（1973年） - 吉兵衛
  - 第5部 第9話「黒い奉書紙 -福井-」（1974年） - 奉行 安達
  - 第8部 第19話「人情灘の生一本 -兵庫-」（1977年） - 大崎左太夫
  - 第9部（1978年）
    - 第14話「鈴に秘めた愛 -高田-」 - 村越丹波
    - 第27話「三国一の嫁騒動 -水戸-」 - 笠間藩目付

  - 第10部 第11話「黄門様は呼びこみ日本一!! -四日市-」（1979年） - 佐伯軍八郎
  - 第16部 第32話「剣が知ってた暗殺の罠-仙台-」(1986年12月1日)　- 伊達安房
  - 第18部（1988年）
    - 第9話「悪計暴いた白頭巾 -諏訪-」 - 九鬼一豊
    - 第14話「泣き笑い 助太刀志願 -小浜-」 - 館林

  - 第19部 第1話「水戸黄門 -水戸-」（1989年） - 庄内藩御用人
  - 第22部（1993年）
    - 第9話「天狗に狙われた娘 -新宮-」 - 飯塚頼母
    - 第30話「黄金の島の鬼退治 -佐渡-」 - 大河原吉次郎

  - 第23部
    - 第18話「闇夜に咲いた女義賊 -米子-」（1994年） - 荒尾但馬
    - 第40話「闇を切り裂く白頭巾 -江戸-」（1995年） - 沖山采女

  - 水戸黄門外伝 かげろう忍法帖 第7話「地獄に夢の花が咲く」（1995年） - 友成頼母
  - 第24部（1996年）
    - 第17話「女目明し 仇討ち悲願 -小倉-」 - 佐久四郎左衛門
    - 第33話「涙でついた父の嘘 -仙台-」 - 田村兵部

  - 第25部 第11話「陰謀渦巻く淡路島 -洲本-」（1996年） - 石黒半太夫
  - 第26部 第15話「白磁に咲いた恋の花 -伊万里-」（1998年） - 佐久間忠元
  - 第27部 第13話「颯爽! 紫頭巾 -黒石-」（1999年） - 影山惣衛門
- 大岡越前（TBS / C.A.L）
  - 第3部 第7話「血を吸う宝石」（1972年）
  - 第6部 第28話「女掏摸が越前の娘」（1982年） - 角井三之助
  - 第8部 第11話「十手に隠れた悪企み」（1984年） - 石出帯刀
  - 第12部 
    - 第4話「毒の匂いのする女」（1991年） - 安藤大膳
    - 第22話「命がけの婿入り志願」（1992年） - 本多忠統

  - 第13部
    - 第25話「大工と左官の意地比べ」（1992年） - 重臣A
- 木枯し紋次郎 第8話「一里塚に風を断つ」（1972年、CX / C.A.L）
- 地獄の辰捕物控 第26話「恋女房に十手を賭けた」（1972年、NET / 東映）
- 必殺シリーズ（ABC / 松竹）
  - 必殺仕掛人 第21話「地獄花」（1972年） - 大滝伝八郎
  - 必殺仕置屋稼業
    - 第10話「一筆啓上 姦計が見えた」（1975年） - 佐々木兵庫
    - 第19話「一筆啓上 業苦が見えた」（1975年） - 田所隼人正
    - 第27話「一筆啓上 大奥が見えた」（1976年） - 岩田外記

  - 必殺仕業人（1976年）
    - 第8話「あんた この五百両どう思う」 - 赤松刑部
    - 第14話「あんた この勝負をどう思う」 - 大槻弥八郎
    - 第24話「あんた この替玉をどう思う」 - 同心 岩村

  - 新・必殺仕置人 第33話「幽霊無用」（1977年） - 船奉行 林右ヱ門
  - 必殺からくり人・富嶽百景殺し旅 第14話「凱風快晴」（1978年） - 仁木平三郎
  - 江戸プロフェッショナル・必殺商売人 第26話「毒牙に噛まれた商売人」（1978年） - 東兵ヱ
  - 必殺仕事人
    - 第23話「渡る世間は鬼ばかりか?」（1979年） - 捨吉
    - 第50話「嘘技無用試し斬り」（1980年） - 矢部盛正
    - 第84話「散り技仕事人危機激進斬り」（1981年） - 赤馬の金兵衛

  - 新・必殺仕事人 第13話「主水 体を大切にする」（1981年） - 英泉
  - 必殺仕事人III（1982年）
    - 第10話「子供にいたずらされたのは主水」 - 伊勢屋
    - 第25話「殺しを見られたのは秀」 - 柴野

  - 新春仕事人スペシャル 必殺忠臣蔵（1987年） - 小野寺十内
- 遠山の金さん捕物帳（NET）
  - 第85話「さらわれた女」（1972年）- 森田三左衛門
  - 第97話「福を拾った男」（1972年）- 風見源之丞（ノンクレジット）
- お祭り銀次捕物帳 第13話「御用太鼓が闇を裂く」（1972年、CX / 東映） - 塚本
- 江戸を斬る シリーズ（TBS / C.A.L）
  - 江戸を斬る 梓右近隠密帳
    - 第5話「和蘭陀囃子の謎」（1973年） - 馬渕源八郎
    - 第18話「大奥に挑む」（1973年） - 水田

  - 江戸を斬るII 第15話「めで鯛八五郎」（1975年） - 又八
  - 江戸を斬るIII
    - 第10話「恐怖の辻斬り」（1977年） - 同心
    - 第23話「男の約束」（1977年） - 北村敬四郎

  - 江戸を斬るVII 第22話「襲われた御用金」（1987年） - 梶野土佐守
  - 江戸を斬るVIII 第11話「命を賭けた御用旅」（1994年）
- おしどり右京捕物車 第20話「怨（うらむ）」（1974年、ABC）
- 徳川三国志 第16話「又八郎人生勝負」（1975年、NET / 東映） - 牧野安成
- 新・河原町東入ル（1977年、KTV） - 兼子松吉
- 桃太郎侍（NTV / 東映）
  - 第123話「別れに泣いた信州路」（1978年） - 諸口軍兵衛
  - 第153話「父の敵は桃太郎」（1979年） - 金子大学
  - 第190話「はぐれ女のいのち花」（1980年） - 重役
- 八丁堀暴れ軍団 第9話「島を抜けた模範囚」（1979年、東京12チャンネル / C.A.L）- 火盗改与力
- 斬り捨て御免! 第2シリーズ 第2話「嵐に咲く赦免花」（1981年、12ch / 歌舞伎座テレビ） - 奥平讃岐守
- 吉宗評判記 暴れん坊将軍（ANB / 東映）
  - 第172話「男を咲かせた日蔭の花」（1981年） - 板垣丹後守
  - 第187話「天下御免! 虚無僧変化」（1981年） - 土屋掃部
- 暴れん坊将軍IV スペシャル 第26話「江戸城反乱!連判状に仕掛けられた罠!!」（1991年） - 伊達公
- 眠狂四郎円月殺法 第2話「女体いけにえ無情剣 -神奈川・横浜村-」（1982年、TX / 歌舞伎座テレビ）
- 松平右近事件帳（NTV / ユニオン映画）
  - 第35話「とどけ・涙の叫び」（1982年） - 牢奉行
  - 第50話「闇に咲く花なみだ花」（1983年） - 神崎伊織
- 長七郎江戸日記（NTV / ユニオン映画）
  - 第1シリーズ 第53話「顔のない男」（1985年） - 永井信濃
  - 第2シリーズ 
    - 第17話「夫婦飛脚・恋の綱引」（1988年） - 岸本左内
    - 第33話「長い銀の箸」（1988年） - 朽木大学
    - 第45話「銃声に謎あり」（1989年） - 黒坂半兵衛
    - 第58話「影のある女」（1989年） - 川路伊賀守

  - 第3シリーズ
    - 第17話「春遠からじ」（1991年） - 秋田出羽守正次
    - 第32話「少年は叫ぶ!」（1991年） - 近藤勘三郎
- 銀河テレビ小説 わが歌・我愛ニイ（1988年、NHK大阪放送局）
- 八百八町夢日記（NTV / ユニオン映画）
  - 第8話「強請」（1989年） - 作事奉行 佐久間監物
  - 第15話「若同心よ胸で泣け」（1990年） - 内海小太夫
  - 第34話「参上!女目付」（1990年） - 渡辺外記
- NHK子どもパビリオン（1991年、NHK）
- サスペンス・魔 ある男の三日間（1993年、KTV / 東映）
- 土曜ワイド劇場（1994年、ABC / 松竹）
  - 新・赤かぶ検事奮戦記 第1作（1994年） - 裁判長
  - 新・赤かぶ検事奮戦記 第2作（1995年）
- 花王ファミリースペシャル 裸の大将放浪記 第69作「清のデカンショ節 丹波篠山編」（1994年、KTV） - 上出来酒造 杜

など

### 映画
- 風来忍法帖（1965年、東宝） - 南条練平
- 風来忍法帖 八方破れ（1968年、東宝） - 南条練平
- 子連れ狼 子を貸し腕貸しつかまつる（1972年、東宝） - しがらみ丹波

### 舞台
- 劇団未来公演 - 演出
- 大阪新劇団協議会プロデュース公演「わが街・大阪ひがし」（2012年2月） - 演出助手

### ラジオドラマ
- NHK FMシアター「空の色紙」（1985年）